# Yuezhi

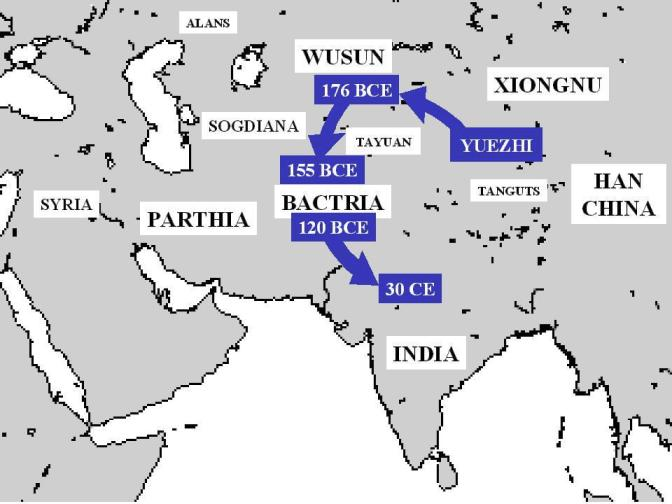
Migrațiile triburilor Yuezhi prin Asia Centrală, între anii 176 î.Hr. și 30 d.Hr.

Yuezhi (sau Yuet Chi) este un popor de origine indo-europeană care a dominat stepele  eurasiatice secole la rând, viața nomadă fiind o caracteristică fundamentală a acestui popor. Presiunea popoarelor hunice a dus la migrarea triburilor yuezhi (din vestul Chinei actuale) spre vest, apoi spre sud. În cadrul acestui itinerar care a durat secole întregi, triburile yuezhi au clădit imperii, dar au cunoscut și înfrângeri. Actualii lor descendenți sunt triburile afgane ale tokharilor și populațiile europide din Pakistan, numite punjabi.

## Origini
Yuezhi sau Yuet Chi este denumirea prin care este cunoscut un popor de origine indoeuropeană, situat la prima menționare de către izvoarele istorice în actuala provincie Gang-su, regiunea vestică Chinei de astăzi. Descoperirea în 1986 a unor morminte aparținând acestei populații a demonstrat că din punct de vedere antropologic yuet-chi făceau parte din rasa europoidă, fiind probabil sciți sau iranieni (după numele prin care mai sunt denumiți: masa-geți sau dahi regali ar putea avea origini daco-getice).

## Imperiul stepelor
Denumirea de yuet-chi provine din izvoarele chinezești, dar au fost denumiți și tokhari, sau în perioada ultimă de înflorire kușani. La un moment dat al istoriei lor (jumătatea mileniului I î.Hr.), au creat un imperiu al stepelor care se întindea din Coreea până la fluviul Irtâș, fiind vecinul de nord al statelor chinezești. Sub dominația lor s-au aflat mai multe triburi din Mongolia de astăzi printre care și Xiongnu pe care majoritatea istoricilor îi identifică cu hunii. Civilizația yuezhi a influențat istoria și civilizația Asiei centrale fiind elementul politic determinant secole la rând.

## Migrația spre vest și sud
Problemele încep în 174 î.Hr., când yuezhi au fost învinși de căpetenia xiongnu Laoshang, care îl ucide de conducătorul yuezhi. Pentru a scăpa de xiongnu populația yuezhi migrează spre vest ocupând regiunea Tiensan delimitată de munții Tian Shan, dar în jurul anului 160 î.Hr. sunt izgoniți de aici de xiongnu și de populația locală. Din acest moment yuezhi dispar din sursele istorice până în anul 129 î.Hr., când Zhang Qian, ambasadorul împăratului chinez, găsește populația yuezhi trăind în zona cursului superior al Amu-Dariei. Scopul călătoriei acestui ambasador era acela de a-i găsi pe yuezhi și a-i convinge să încheie o alianță anti-xiongnu. Ambasadorul estima populația acestor triburi la aproximativ 100.000 de oameni, dar dacă se ia în considerație faptul că ar fi probabil că era  doar o referință la numărul bărbaților, se poate estima populația yuezhi la un număr de 400.000-500.000 de suflete.

## Imperiul kușan
În jurul anului 100 î.Hr. yuezhi au trecut fluviul Amu Daria și au invadat Bactria (Afganistanul de astăzi). A urmat o perioadă de fărâmițare politică, dar în anul 10 unul din cei cinci conducători (cel care conducea tribul kușan) ai triburilor yuet-chi i-a învins pe ceilalți patru și a reunificat triburile yuet-chi luând numele de Kudjula Kadphises. Imperiul este numit în istorie ca Imperiul Kușan. Kadphises a continuat campaniile militare desăvârșind cucerirea regiunii râului Kabul și a invadat India, stabilind granița de est a imperiului yuet chi pe fluviul Ind. În vest a supus Chorasan ajungând până la lacul Aral. Pundjabul a fost chiar colonizat de către cinci triburi yuet chi. Imperiul Kușan a atins apogeul sub Kanișka cel Mare; în timpul acestuia sunt    continuate campaniile din India, iar în urma unui lung război este cucerit Turkestanul de la chinezi. 

## Prăbușirea imperiului
Sub presiunea altor triburi estice imperiul kușan a slăbit și spre sfârșitul secolului II a dispărut. Imperiul Kușan a fost ultima afirmare politico-miltară de anvergură al triburilor Yuezhi, europoizii care timp de aproape un mileniu și jumătate au influențat civilizația, cultura și istoria Asiei centrale. Astăzi rămășițe ale acestor triburi mai există în Afganistan, Pakistan și Turkmenistan.